# IIHF European Women Champions Cup 2006
Der IIHF European Women Champions Cup 2006 war die dritte Austragung des von der Internationalen Eishockey-Föderation IIHF ausgetragenen Wettbewerbs. Am vom 6. Oktober bis 10. Dezember 2006 ausgetragenen Turnier nahmen 17 Mannschaften aus 16 Ländern teil. Die Finalrunde wurde vom 5. bis 10. Dezember 2006 im schwedischen Katrineholm ausgetragen.
Ein Finalrundenteilnehmer war gesetzt, der Gastgeber und Titelverteidiger AIK Solna. Die vier weiteren Finalteilnehmer wurden in vier Qualifikationsturnieren ermittelt.
Erstmals gab es bei dem diesjährigen Turnier – wie bei den anderen IIHF-Turnieren der Saison 2006/07 auch – theoretisch kein Unentschieden mehr. Für einen Sieg nach regulärer Spielzeit von 60 Minuten wurden drei, nach Verlängerung oder Penaltyschießen zwei Punkte vergeben. Eine Niederlage nach Verlängerung oder Penaltyschießen brachte einen, nach regulärer Spielzeit keine Punkte.

## Qualifikation
Die Spiele der Qualifikation fanden vom 6. bis zum 8. Oktober 2006 statt. Als Austragungsort für die Gruppe A fungierte das schwedische Flemingsberg, im lettischen Tukums wurden die Spiele der Gruppe B ausgetragen, in Berlin fanden die Paarungen der Gruppe C statt und die Gruppe D wurde in Miercurea Ciuc ausgespielt.

### Gruppe A
Bei dem im schwedischen Flemingsberg stattfindenden Turnier konnte sich die Gastgeberinnen des Segeltorps IF klar durchsetzen und sich so nach Titelverteidiger AIK Solna als zweites Team für das Endrundenturnier qualifizieren. Dabei untermauerten sie bereits im ersten und entscheidenden Turnierspiel gegen den HC Cergy-Pontoise mit einem 10:0-Sieg ihre Favoritenstellung. Als chancenlos im Kampf und die Finalqualifikation erwiesen sich der HC Eagles Bozen und die Newcastle Lady Vipers.
| 6. Oktober 2006 16:00 Uhr | Segeltorps IF         | 10:0 (3:0, 6:0, 1:0) | HC Cergy-Pontoise     | Visättra Ishallen, Flemingsberg Zuschauer: |
| 6. Oktober 2006 20:00 Uhr | HC Eagles Bozen       | 4:1 (1:0, 3:0, 0:1)  | Newcastle Lady Vipers | Visättra Ishallen, Flemingsberg Zuschauer: |
| 7. Oktober 2006 14:00 Uhr | Newcastle Lady Vipers | 2:10 (0:4, 1:3, 1:3) | HC Cergy-Pontoise     | Visättra Ishallen, Flemingsberg Zuschauer: |
| 7. Oktober 2006 18:00 Uhr | Segeltorps IF         | 9:1 (3:0, 4:1, 2:0)  | HC Eagles Bozen       | Visättra Ishallen, Flemingsberg Zuschauer: |
| 8. Oktober 2006 11:00 Uhr | HC Cergy-Pontoise     | 4:1 (1:0, 0:0, 3:1)  | HC Eagles Bozen       | Visättra Ishallen, Flemingsberg Zuschauer: |
| 8. Oktober 2006 15:00 Uhr | Newcastle Lady Vipers | 0:17 (0:7, 0:9, 0:1) | Segeltorps IF         | Visättra Ishallen, Flemingsberg Zuschauer: |

| Pl. |                       | Sp | S | OTS | OTN | N | Tore  | Punkte |
| 1.  | Segeltorps IF         | 3  | 3 | 0   | 0   | 0 | 36:01 | 9      |
| 2.  | HC Cergy-Pontoise     | 3  | 2 | 0   | 0   | 1 | 14:13 | 6      |
| 3.  | HC Eagles Bozen       | 3  | 1 | 0   | 0   | 2 | 06:14 | 3      |
| 4.  | Newcastle Lady Vipers | 3  | 0 | 0   | 0   | 3 | 03:31 | 0      |

### Gruppe B
Beim Vorrundenturnier der Gruppe B im lettischen Tukums setzte sich der finnische Vertreter Ilves Tampere erwartungsgemäß klar durch. Die Gastgeberinnen des SHK Laima Riga musste sich nach dem hohen 18:0-Sieg gegen den estnischen Vertreter Dreamland Queens Tallinn nur Tampere geschlagen geben. Tallinn kam im Turnierverlauf zu keinem eigenen Treffer und beendete das Turnier mit einem Torverhältnis von 0:65 auf dem letzten Platz.
| 6. Oktober 2006 | Vålerenga IF Oslo        | 0:8 (-:-, -:-, -:-)  | Ilves Tampere            | TUKO Center, Tukums Zuschauer: |
| 6. Oktober 2006 | SHK Laima Riga           | 18:0 (-:-, -:-, -:-) | Dreamland Queens Tallinn | TUKO Center, Tukums Zuschauer: |
| 7. Oktober 2006 | Ilves Tampere            | 30:0 (-:-, -:-, -:-) | Dreamland Queens Tallinn | TUKO Center, Tukums Zuschauer: |
| 7. Oktober 2006 | SHK Laima Riga           | 6:2 (0:1, 3:1, 3:0)  | Vålerenga IF Oslo        | TUKO Center, Tukums Zuschauer: |
| 8. Oktober 2006 | Dreamland Queens Tallinn | 0:17 (0:8, 0:5, 0:4) | Vålerenga IF Oslo        | TUKO Center, Tukums Zuschauer: |
| 8. Oktober 2006 | Ilves Tampere            | 6:1 (-:-, -:-, -:-)  | SHK Laima Riga           | TUKO Center, Tukums Zuschauer: |

| Pl. |                          | Sp | S | OTS | OTN | N | Tore  | Punkte |
| 1.  | Ilves Tampere            | 3  | 3 | 0   | 0   | 0 | 44:01 | 9      |
| 2.  | SHK Laima Riga           | 3  | 2 | 0   | 0   | 1 | 25:08 | 6      |
| 3.  | Vålerenga IF Oslo        | 3  | 1 | 0   | 0   | 2 | 19:14 | 3      |
| 4.  | Dreamland Queens Tallinn | 3  | 0 | 0   | 0   | 3 | 00:65 | 0      |

### Gruppe C

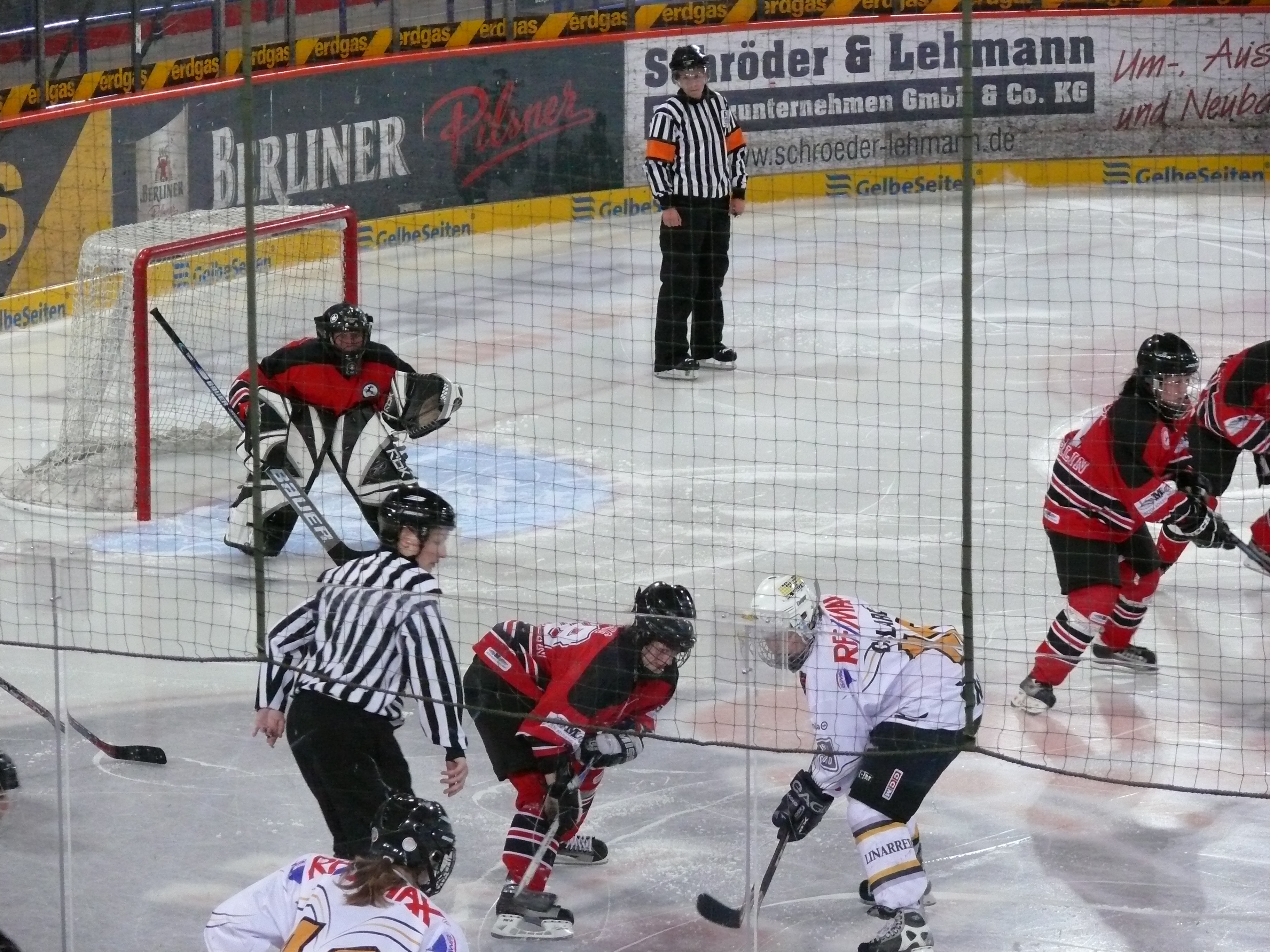
Spielszene aus der Partie des HC Lugano gegen den OSC Berlin

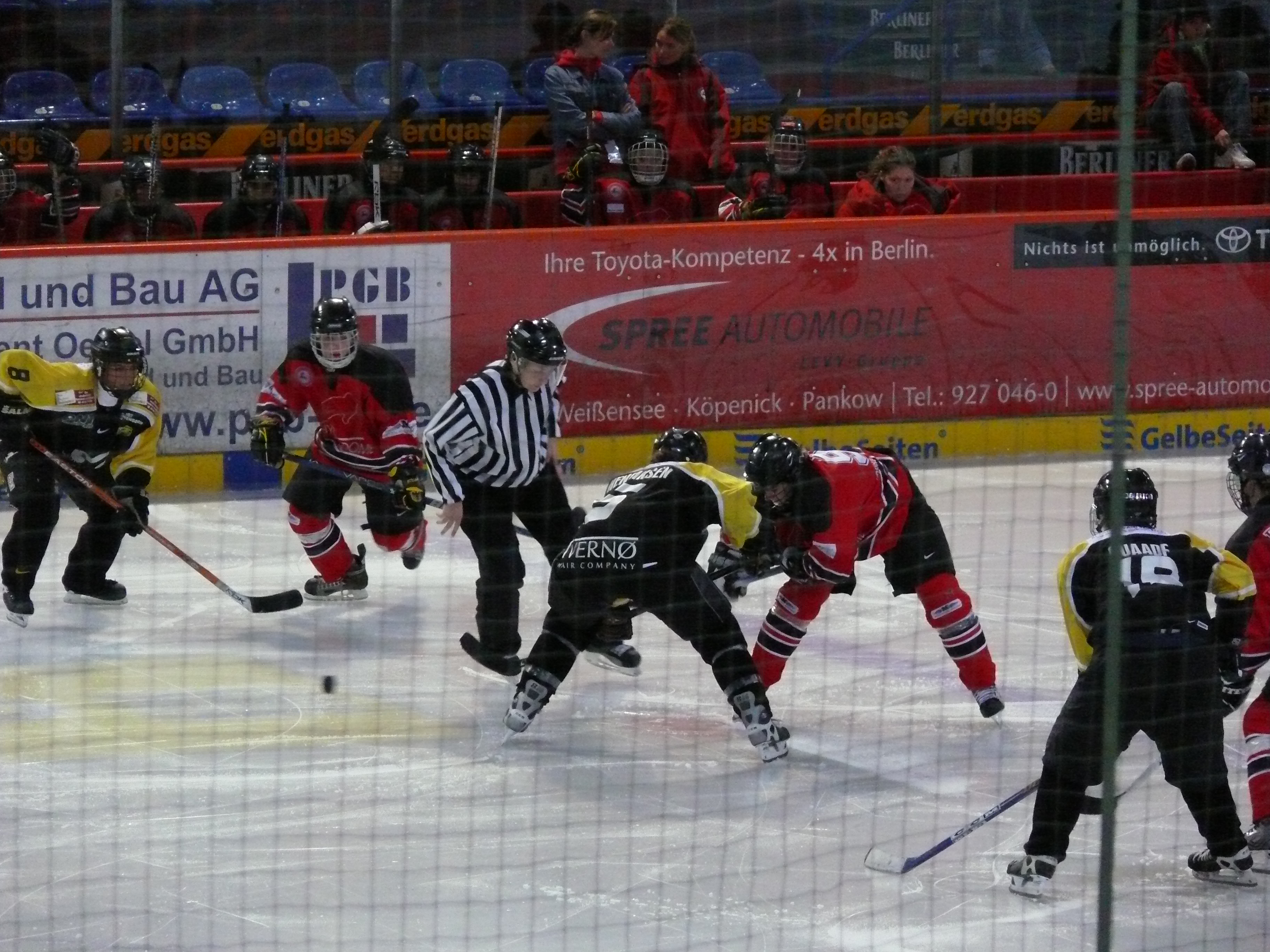
Szene der Begegnung des OSC Berlin gegen die Herlev Hornets

Das Turnier der Gruppe C wurde in Berlin in den Hallen 1, dem Wellblechpalast, und 2 des Sportforums Hohenschönhausen in der Verantwortung des Deutschen Meisters OSC Berlin ausgetragen. Bis zum letzten Turnierspiel – dem direkten Vergleich beider Mannschaften – hatten der HC Lugano und der OSC Berlin Chancen auf den Einzug in das Endrundenturnier, da sie mit jeweils sechs Punkten an der Tabellenspitze lagen. Letztlich setzte sich allerdings Lugano mit einem 4:1-Sieg durch und löste das Ticket zum Super Final. Damit konnte sich zum zweiten Mal in Folge eine Mannschaft aus der Schweiz in einem in Deutschland stattfindenden Vorrundenturnier gegen den Gastgeber durchsetzen. Während die Herlev Hornets aus Dänemark trotz verhältnismäßig knapper Niederlagen gegen Lugano und Berlin den dritten Rang belegten, schlossen die Ferencváros Stars Budapest das Turnier als abgeschlagener Gruppenletzter ab.
| 6. Oktober 2006 15:00 Uhr | OSC Berlin                 | 14:0 (5:0, 2:0, 7:0) | Ferencváros Stars Budapest | Sportforum Halle 2, Berlin Zuschauer: |
| 6. Oktober 2006 19:00 Uhr | HC Lugano                  | 4:3 (0:0, 1:2, 3:1)  | Herlev Hornets             | Sportforum Halle 2, Berlin Zuschauer: |
| 7. Oktober 2006 16:00 Uhr | Ferencváros Stars Budapest | 1:16 (0:6, 0:4, 1:6) | HC Lugano                  | Sportforum Halle 2, Berlin Zuschauer: |
| 7. Oktober 2006 19:30 Uhr | OSC Berlin                 | 5:1 (3:0, 1:0, 1:1)  | Herlev Hornets             | Sportforum Halle 2, Berlin Zuschauer: |
| 8. Oktober 2006 12:30 Uhr | Herlev Hornets             | 3:0 (0:0, 1:0, 2:0)  | Ferencváros Stars Budapest | Sportforum Halle 2, Berlin Zuschauer: |
| 8. Oktober 2006 13:00 Uhr | HC Lugano                  | 4:1 (0:0, 2:0, 2:1)  | OSC Berlin                 | Wellblechpalast, Berlin Zuschauer:    |

| Pl. |                            | Sp | S | OTS | OTN | N | Tore  | Punkte |
| 1.  | HC Lugano                  | 3  | 3 | 0   | 0   | 0 | 24:05 | 9      |
| 2.  | OSC Berlin                 | 3  | 2 | 0   | 0   | 1 | 20:05 | 6      |
| 3.  | Herlev Hornets             | 3  | 1 | 0   | 0   | 2 | 07:09 | 3      |
| 4.  | Ferencváros Stars Budapest | 3  | 0 | 0   | 0   | 3 | 01:33 | 0      |

### Gruppe D
Das Turnier der Gruppe D wurde im rumänischen Miercurea Ciuc ausgetragen. Die Mannschaft Tornado Moskowskaja Oblast siegte deutlich vor den Vertretern Aisulu Almaty aus Kasachstan und dem MHK Martin aus der Slowakei. Die Gastgeberinnen des SC Miercurea Ciuc blieben ohne Punktgewinn.
| 6. Oktober 2006 16:00 Uhr | Torn. Moskowskaja Oblast | 23:0 (6:0, 7:0, 10:0) | MHK Martin               | Vakar Lajos, Miercurea Ciuc Zuschauer: |
| 6. Oktober 2006 19:00 Uhr | Aisulu Almaty            | 16:0 (3:0, 6:0, 7:0)  | SC Miercurea Ciuc        | Vakar Lajos, Miercurea Ciuc Zuschauer: |
| 7. Oktober 2006 16:00 Uhr | MHK Martin               | 4:8 (0:3, 3:2, 1:3)   | Aisulu Almaty            | Vakar Lajos, Miercurea Ciuc Zuschauer: |
| 7. Oktober 2006 19:00 Uhr | SC Miercurea Ciuc        | 0:26 (0:12, 0:7, 0:7) | Torn. Moskowskaja Oblast | Vakar Lajos, Miercurea Ciuc Zuschauer: |
| 8. Oktober 2006 12:00 Uhr | SC Miercurea Ciuc        | 4:7 (0:4, 2:2, 2:1)   | MHK Martin               | Vakar Lajos, Miercurea Ciuc Zuschauer: |
| 8. Oktober 2006 15:00 Uhr | Torn. Moskowskaja Oblast | 5:1 (3:0, 2:0, 0:1)   | Aisulu Almaty            | Vakar Lajos, Miercurea Ciuc Zuschauer: |

| Pl. |                            | Sp | S | OTS | OTN | N | Tore  | Punkte |
| 1.  | Tornado Moskowskaja Oblast | 3  | 3 | 0   | 0   | 0 | 54:01 | 9      |
| 2.  | Aisulu Almaty              | 3  | 2 | 0   | 0   | 1 | 25:09 | 6      |
| 3.  | MHK Martin                 | 3  | 1 | 0   | 0   | 2 | 11:35 | 3      |
| 4.  | SC Miercurea Ciuc          | 3  | 0 | 0   | 0   | 3 | 04:49 | 0      |

## Super Final
Das Super Final fand vom 5. bis 10. Dezember 2006 im schwedischen Katrineholm statt. Gesetzt war der Gastgeber und Titelverteidiger AIK Solna. Hinzu kamen die vier Qualifikanten der vorangegangenen Runde, der Schweizer Meister HC Lugano, der russische Titelträger Tornado Moskowskaja Oblast, der finnische Meister Ilves Tampere und Segeltorps IF als zweiter schwedischer Vertreter. Durch die Teilnahme einer fünften Mannschaft im Vergleich zu den beiden Vorjahren verlängerte sich die Austragung des Finalturniers von drei auf fünf Tage.
Gleich im ersten Spiel des ersten Wettkampftages kam es zum Aufeinandertreffen der beiden schwedischen Vertreter, das der Titelverteidiger und Gastgeber aus der Hauptstadt klar mit 8:1 für sich entscheiden konnte. Am folgenden Tag griffen dann auch die restlichen drei Mannschaften in den Wettbewerb ein. Während der AIK Solna spielfrei hatte, setzte sich der russische Vertreter Tornado Moskowskaja Oblast gegen den HC Lugano durch und Segeltorps IF konnte nach der Vortagsniederlage gegen Ilves Tampere erstmals drei Punkte erringen. Für den dritten Spieltag war erneut nur eine Partie angesetzt, in der die Russinnen Tampere die zweite Niederlage zufügten und mit sechs Punkten die Tabellenspitze übernahmen.
An den folgenden drei Spieltagen waren dann jeweils zwei Partien angesetzt, wodurch jeweils eine Mannschaft einen spielfreien Tag hatte. So konnten Solna und Segeltorps durch Siege zu den in Führung liegenden Russinnen aufschließen, während Tampere und Lugano keine Chance mehr auf den Turniersieg besaßen. Der vorletzte Spieltag brachte durch den Sieg von Tornado Moskowskaja Oblast gegen Segeltorps IF die nächste Entscheidung, da der Turniersieger somit im abschließenden Duell des Turniers zwischen den dreimal siegreichen Russinnen und den Titelverteidigerinnen ermittelt werden musste. Dort gewann Solna souverän mit 3:0 und sicherte sich somit in der dritten Auflage des Wettbewerbs zum dritten Mal den Titel.
| 5. Dezember 2006 19:00 Uhr  | AIK Solna                | 8:1 (2:0, 3:0, 3:1) Spielbericht (PDF; 13 kB) | Segeltorps IF            | Västgötagatan Ishallen, Katrineh. Zuschauer: 239 |
| 6. Dezember 2006 15:00 Uhr  | Torn. Moskowskaja Oblast | 6:1 (3:0, 1:1, 2:0) Spielbericht (PDF; 12 kB) | HC Lugano                | Västgötagatan Ishallen, Katrineh. Zuschauer:     |
| 6. Dezember 2006 19:00 Uhr  | Segeltorps IF            | 3:1 (1:0, 1:1, 1:0) Spielbericht (PDF; 12 kB) | Ilves Tampere            | Västgötagatan Ishallen, Katrineh. Zuschauer: 200 |
| 7. Dezember 2006 19:00 Uhr  | Torn. Moskowskaja Oblast | 4:2 (1:0, 2:1, 1:1) Spielbericht (PDF; 12 kB) | Ilves Tampere            | Västgötagatan Ishallen, Katrineh. Zuschauer: 127 |
| 8. Dezember 2006 15:00 Uhr  | HC Lugano                | 1:5 (0:0, 1:4, 0:1) Spielbericht (PDF; 12 kB) | Segeltorps IF            | Västgötagatan Ishallen, Katrineh. Zuschauer:     |
| 8. Dezember 2006 19:00 Uhr  | Ilves Tampere            | 2:4 (0:1, 1:1, 1:2) Spielbericht (PDF; 12 kB) | AIK Solna                | Västgötagatan Ishallen, Katrineh. Zuschauer: 141 |
| 9. Dezember 2006 13:00 Uhr  | HC Lugano                | 1:5 (0:2, 0:2, 1:1) Spielbericht (PDF; 12 kB) | AIK Solna                | Västgötagatan Ishallen, Katrineh. Zuschauer: 130 |
| 9. Dezember 2006 18:00 Uhr  | Segeltorps IF            | 0:2 (0:0, 0:0, 0:2) Spielbericht (PDF; 12 kB) | Torn. Moskowskaja Oblast | Västgötagatan Ishallen, Katrineh. Zuschauer: 128 |
| 10. Dezember 2006 12:00 Uhr | Ilves Tampere            | 3:2 (0:0, 1:0, 2:2) Spielbericht (PDF; 12 kB) | HC Lugano                | Västgötagatan Ishallen, Katrineh. Zuschauer:     |
| 10. Dezember 2006 17:00 Uhr | AIK Solna                | 3:0 (2:0, 0:0, 1:0) Spielbericht (PDF; 11 kB) | Torn. Moskowskaja Oblast | Västgötagatan Ishallen, Katrineh. Zuschauer: 298 |

| Pl. |                            | Sp | S | OTS | OTN | N | Tore  | Punkte |
| 1.  | AIK Solna                  | 4  | 4 | 0   | 0   | 0 | 20:04 | 12     |
| 2.  | Tornado Moskowskaja Oblast | 4  | 3 | 0   | 0   | 1 | 12:06 | 9      |
| 3.  | Segeltorps IF              | 4  | 2 | 0   | 0   | 2 | 09:12 | 6      |
| 4.  | Ilves Tampere              | 4  | 1 | 0   | 0   | 3 | 08:13 | 3      |
| 5.  | HC Lugano                  | 4  | 0 | 0   | 0   | 4 | 05:19 | 0      |

## Statistik

### Beste Scorerinnen
Abkürzungen: Sp = Spiele, T = Tore, V = Vorlagen, Pkt = Punkte, +/- = Plus/Minus; Fett: Turnierbestwert
| Spieler               | Team               | Sp | T | V | Pkt | +/− | SM |
| --------------------- | ------------------ | -- | - | - | --- | --- | -- |
| Maria Rooth           | Solna              | 4  | 6 | 2 | 8   | +7  | 6  |
| Danijela Rundqvist    | Solna              | 4  | 3 | 4 | 7   | +3  | 4  |
| Katarina Timglas      | Solna              | 4  | 3 | 3 | 6   | +6  | 6  |
| Nanna Jansson         | Solna              | 4  | 3 | 2 | 5   | +6  | 2  |
| Jekaterina Smolenzewa | Moskowskaja Oblast | 4  | 3 | 2 | 5   | +1  | 0  |
| Pernilla Winberg      | Solna              | 4  | 3 | 2 | 5   | +4  | 2  |
| Sanna Sainio          | Ilves              | 4  | 2 | 3 | 5   | +2  | 2  |
| Mari Saarinen         | Ilves              | 4  | 4 | 0 | 4   | 0   | 10 |
| Jenny Lindqvist       | Segeltorps         | 4  | 1 | 3 | 4   | +1  | 4  |
| Emilia Andersson      | Solna              | 4  | 0 | 4 | 4   | +5  | 4  |

### Beste Torhüterinnen
Abkürzungen: Sp = Spiele, TOI = Eiszeit (in Minuten), GT = Gegentore, SO = Shutouts, Sv% = gehaltene Schüsse (in %), GTS = Gegentorschnitt; Fett: Turnierbestwert
| Spieler             | Team               | Sp | TOI    | GT | SO | Sv%   | GTS  |
| ------------------- | ------------------ | -- | ------ | -- | -- | ----- | ---- |
| Marija Onolbajewa   | Moskowskaja Oblast | 2  | 120:00 | 1  | 1  | 97,92 | 0,50 |
| Valentina Lizana    | Solna              | 3  | 180:00 | 3  | 1  | 96,84 | 1,00 |
| Irina Gaschennikowa | Moskowskaja Oblast | 2  | 120:00 | 5  | 0  | 92,19 | 2,50 |
| Alexandra Kyobe     | Segeltorps         | 4  | 199:20 | 8  | 0  | 90,59 | 2,41 |
| Maija Hassinen      | Ilves              | 3  | 180:00 | 11 | 0  | 90,43 | 3,67 |
| Jessica Müller      | Lugano             | 3  | 180:00 | 14 | 0  | 88,33 | 4,67 |

## Auszeichnungen

### Siegermannschaft
| European-Women-Champions-Cup-Sieger AIK Solna | Torhüterinnen: Annica Åhlén, Valentina Lizana Verteidigerinnen: Malin Åberg, Emilia Andersson, Linnéa Bäckman, Emelie Berggren, Marte Harmens, Sara Lindquist, Katarina Timglas Angreiferinnen: Gizela Blom, Sandra Claesson, Deborah Eckefjord, Nanna Hamell, Nanna Jansson, Isabelle Jordansson, Maria Rooth, Danijela Rundqvist, Malin Sonefors, Pernilla Winberg, Henrietta Varviharju Cheftrainer: Mikael Gustafsson |